# ما هوان

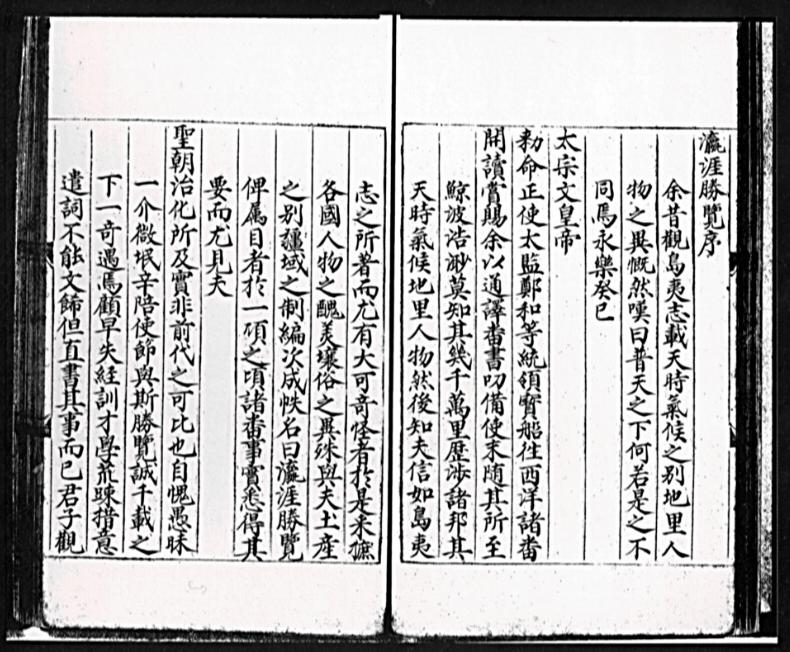
صفحة من نسخة مطبوعة على الخشب من كتاب ينغيا شنغلان من عهد سلالة مينغ

ما هوان (بالصينية المبسطة: 马 欢؛ الصينية التقليدية: 馬 歡؛ بالبينيين: Mǎ Huān ،بالكتابة العربية الصينية: مَا خُوْتُوًا) (1380-1460 )، اسم المُجاملة زونغداو (الصينية: 宗 道 ؛ بينيين: Zōngdào )، الاسم المستعار (Mountain-woodcutter) الحطاب الجبلي (會 稽山 樵)، كان مسافرًا صينيًا ومترجمًا رافق الأمير البحري تشنغ هي في ثلاث من رحلاته السبع إلى المحيطات الغربية. كان ما مسلمًا وولد في جيجيانغ قيادة كوايجي بمقاطعة تشجيانغ، وهي منطقة تقع داخل الحدود الحديثة لشاوكسينج. كان يَعرف العديد من النصوص الصينية التقليدية والبوذية. تعلم اللغة اللغة العربية ليتمكن من الترجمة.
في بعثة 1413 (الرابعة)، زار تشامبا وجاوة وسومطرة وفلمبان وسيام وكوتشي وهرمز.
في بعثة 1421، زار ملقا وآرو وسومطرة وترينكومالي وسيلان وكوتشي وكاليكوت وظفار وهرمز.
في البعثة الاستكشافية لعام 1431، زار البنغال وشيتاغونغ وسونارغون وغور وكاليكوت. من كاليكوت،أُرسل من قبل هونغ باو بوصفه مبعوث إلى مكة.
خلال بعثاته، قام ما هوان بتدوين ملاحظاته حول الجغرافيا والسياسة وظروف الطقس والبيئة والاقتصاد والعادات المحلية وحتى طريقة معاقبة المجرمين. بعد عودته إلى وطنه من رحلته الاستكشافية الأولى، بدأ في كتابة كتاب عن رحلته الاستكشافية، وكانت المسودة الأولى منه جاهزة حوالي عام 1416. قام بتوسيع وتعديل مسودته خلال الرحلات الاستكشافية اللاحقة، وكانت النسخة النهائية جاهزة حوالي عام 1451. وكان عنوان كتابه ينغيا شنغلان (المسح الشامل لشواطئ المحيطات).
خلال عهد أسرة مينغ وسلالة تشينغ، كان هناك العديد من الطبعات المطبوعة والمنسوخة يدويًا. حُرر أحدث نص أصلي للنسخة المطبوعة من قبل المؤرخ فنغ تشينغ جون (Feng Chengjun [zh]). نُشر إصدار أحدث، استنادًا إلى طبعات سلالة مينغ المنسوخة يدويًا، بواسطة دار المحيط للنشر (Ocean Publishing House) في الصين.
ترجمة إنجليزية مشروحة بواسطة J.V.G. ميلز (1887–1987) ونشرت من قبل جمعية هاكليوت في عام 1970، وأعيد طبعها في عام 1997 من قبل مطبعة اللوتس البيضاء في بانكوك. استندت ترجمة ميلز إلى النسخة التي كتبها فنغ تشينغ جون.
يعتبر علماء الجيولوجيا في جميع أنحاء العالم أن كتاب ينغيا شنغلان هو المصدر الرئيسي لتاريخ الاستكشاف البحري لسلالة مينغ، وتاريخ جنوب شرق آسيا وتاريخ الهند.